# Marcus Fulvius Nobilior (konsul 189 f.Kr.)
Marcus Fulvius Nobilior var en romersk konsul.
Marcus Fulvius Nobilior blev praetor 193 f.Kr. och stred i Spanien till 191 f.Kr. Som konsul 189 f.Kr. besegrade han aitoliska förbundet och varvid han erövrade Ambrakia varifrån han förde en mängd konstverk till Rom och Tusculum. Hans bragder besjöngs av skalden Ennius och hans seger firades med största glans. Som censor 179 f.Kr. utvecklade Marcus Fulvius Nobilior en livlig byggnadsverksamhet i Rom. Han var en främjare av grekisk kultur i Rom.